# Information Global Service
Pour la société taïwanaise spécialisée dans le développement de jeux vidéo d'arcade, voir IGS (entreprise).
Pour les articles homonymes, voir IGS.
Information Global Service (Souvent abrégée IGS) est une société japonaise de développement et d'édition de jeux vidéo surtout active au début des années 1990. L'entreprise exploite une filiale américaine située en Californie et appelée Information Global Services Inc. pendant cette période.

## Jeux vidéo

### Game Boy
- Astro Rabby
- Vattle Giuce
- World Beach Volley: 1991 GB Cup
- J-League Fighting Soccer
- Armadillo Gaiden (jamais sorti, devint Ultraman Ball)

### Famicom/NES
- Armadillo (développé par AIM)
- Armadillo 2 (jamais sorti)
- Battle Stadium: Senbatsu Pro Yakyuu
- J-League Fighting Soccer
- Puzznic
- Robocco Wars
- Seiryaku Simulation: Inbou no Wakusei: Shancara
- Super Mogura Tataki!! Pokkun Mogura

### Mega Drive
- Dahna: Megami Tanjō

### Super Famicom/Super Nintendo
- The Rocketeer (développé par Novalogic)
- Naki no Ryū: Mahjong Hishō-den
- Aliens vs. Predator (développé par Jorudan)
- Burai: Hachigyoku no yūshi densetsu

### PC Engine/TurboGrax-16
- Tricky Kick / Tricky
- Sindibad: Chitei no Daimakyuu
- Sinistron / Violent Soldier
- Sonic Spike / World Beach Volley
- Cyber Core

### PC Engine CD
- Mateki Densetsu Astralius
- IQ Panic